# Sanità in Corea del Sud

Sviluppo dell'aspettativa di vita in Corea del Sud.

Il livello della sanità in Corea del Sud dipende da numerosi fattori.
L'aspettativa di vita in Corea del Sud  ha avuto un costante e rapido incremento nel XX secolo, posizionandosi nel XXI secolo ai primi posti a livello mondiale con la 33ª posizione nel 2000, la 17ª nel 2010, la 11ª nel 2015 e la 3ª nel 2020. La Corea del Sud ha il tasso di prevalenza negli adulti di HIV/AIDS più basso al mondo (lo 0,1%) e un'alta percentuale di vaccinazioni anti-influenzali: il 43,5% nel 2019 (l'80,8% degli over 65).
L'obesità è stata costantemente tra le più basse al mondo: nel 2005 solo il 3% della popolazione era obesa, rispetto a oltre il 30% negli Stati Uniti o al 23% nel Regno Unito. Conseguentemente, la mortalità da malattie cardiovascolari era la quarta più bassa nei Paesi dell'OECD.

## Problemi di salute

### Fumo
Nel 1986, la Repubblica di Corea ha imposto ai produttori di tabacco di includere avvertenze sui pacchetti di sigarette. La violazione contro la politica sul fumo include una multa, inferiore a 100.000 won. A partire dal 1º gennaio 2015, il Ministero della Salute e del Benessere ha vietato il fumo nelle caffetterie, nei ristoranti e nei bar; strutture come uffici governativi, istituzioni pubbliche, strutture di trasporto pubblico e scuole sono diventate zone smoke-free.
Nel 2020, il 16,4% dei sudcoreani fumava quotidianamente.

### Consumo di alcool
La Corea del Sud è al primo posto per consumo di superalcolici al mondo. Secondo l'Organizzazione mondiale della sanità, i sudcoreani sono al 28º posto nel consumo di alcol in tutto (2015) e al 22º posto nell'OCSE (2013).
Nel 2014, il tasso di mortalità della cirrosi epatica standardizzato per età per i maschi in Corea del Sud era del 20,6%, di cui il 70,5% attribuito all'alcol. La prevalenza dei disturbi da uso di alcol (compresa la dipendenza da alcol e l'uso dannoso di alcol) era del 10,3% tra i maschi in Corea del Sud, più del doppio del 4,6% della regione del Pacifico occidentale.

### Inquinamento dell'aria
Secondo l'Indice di sostenibilità ambientale 2016, la Corea del Sud si era classificata al 173 ° posto su 180 Paesi in termini di qualità dell'aria. Più del 50% delle popolazioni della Corea del Sud e della Cina era esposto a livelli pericolosi di polveri sottili.

### Tubercolosi
Nel 2016, la Corea del Sud era all'ultimo posto tra i paesi OCSE per la tubercolosi. I suoi tre principali indici – tasso di incidenza, tasso di prevalenza e tasso di mortalità – erano i peggiori tra i paesi OCSE dal 1996, quando la Corea del Sud è diventata membro dell'OCSE.

### Malattie croniche
Secondo il Ministero della Salute e del Benessere, le malattie croniche rappresentano la maggior parte delle malattie in Corea del Sud, una condizione esacerbata dall'attenzione del sistema sanitario per la cura piuttosto che per la prevenzione. L'incidenza delle malattie croniche in Corea del Sud si aggira intorno al 24%. Il tasso di prevalenza del virus dell'immunodeficienza umana (HIV) alla fine del 2003 era inferiore allo 0,1%. Nel 2001 la spesa del governo centrale per l'assistenza sanitaria rappresentava circa il 6% del prodotto interno lordo. La Corea del Sud sta vivendo una crescita della popolazione anziana, che porta ad un aumento delle malattie croniche degenerative. Si prevede che la percentuale della popolazione di età superiore ai 65 anni aumenterà dal 13% nel 2014 al 38% nel 2050. La maggior parte degli operatori sanitari tratta i pazienti con trattamenti curativi, piuttosto che preventivi, a causa della mancanza di incentivi finanziari per i trattamenti preventivi.